# Domenico Augimeri
Domenico Augimeri (Palmi, 23 febbraio 1834 – Palmi, 8 febbraio 1911) è stato un pittore italiano.

## Biografia
Domenico Augimeri nacque a Palmi il 23 febbraio 1834 dal matrimonio di Teofilo Augimeri e Aurora Migliorini. Sin da bambino dimostrò vocazione per l'arte e in special modo per la pittura. Compì i suoi primi studi a Firenze per poi proseguirli presso l'Accademia di belle arti di Napoli diretta da Domenico Morelli che lo considerò uno dei suoi "più celebri discepoli". Tornato a Palmi, eseguì le più importanti opere della sua produzione artistica, però si appartato dalla vita pubblica e dal movimento pittorico, per cui rimase per lungo tempo nell'ombra e dimenticato da tutti.
All'epoca si interessarono di lui l'Enciclopedia Treccani e Garzanti, nonché Alfonso Frangipane che seguì con interesse una lunga fase della sua produzione pittorica. Infine parla dell'Augimeri anche lo scrittore palmese Silvestri Silva in "Memorie storiche della Città di Palmi". Dopo lunghi anni di oblìo, alcuni suoi discendenti tra cui il Dott. Gudio Augimeri, con la collaborazione dei figli, vollero ricordare le opere del loro illustre artista per farlo conoscere e quindi farlo uscire dal suo dimenticatoio e indicarlo alle nuove generazioni e a quelle future, effettuando delle ricerche dei suoi quadri in varie città d'Italia e ottenendo degli ottimi risultati rinvenendo la quasi totalità della sua produzione pittorica, grazie anche alla disponibilità degli attuali proprietari delle opere.
Il lavoro intenso di ricerca ha portato alla realizzazione della pubblicazione "Domenico Augimeri, pittore", redatta dalla Prof. Elsa Augimeri De Franco. L'opera, oltre ad essere un dettagliato e appassionante resoconto della vita del Pittore, è una pregevole presentazione fotografica delle opere pittoriche rinvenute. A quest'opera di riscoperta del pittore palmese sono seguite nel tempo le iniziative del Comune di Palmi con la collaborazione del "Centro di Programmazione Culturale Mediterranea" di Reggio Calabria, dell'Accademia di belle arti di Reggio e del Liceo Artistico di Palmi con la pubblicazione del volume Domenico Augimeri, immagini dell'800. Il suddetto Comune di Palmi in tale occasione, oltre a indire una grande manifestazione culturale, ne intitolò una via cittadina nel centro storico. In seguito scrissero di lui su varie riviste d'arte: Ugo Campisani, che seguì con la sua autorevole analisi critica quasi tutte le opere in seguito rinvenute; Domenico Ferraro; Giuseppe Naccari; Bruno Zappone e altri ancora.
Inoltre presso l'Università degli Studi di Messina hanno presentato tesi di laurea su Domenico Augimeri alcuni laureandi. Di recente sono stati editi due Dizionari degli "Artisti calabresi dell'800 e 900" a cura di Ugo Campisani ed Enzo Le Pera (Enciclopedia dell'arte di Calabria, Ottocento e Novecento, Rubbettino editore) dove è citata l'attività pittorica dell'Augimeri.
Domenico Augimeri morì a Palmi l'8 febbraio 1911.

## Opere

### Quadri
- La Sacra Famiglia, nel Duomo di Catanzaro;
- San Giuseppe con Bambino, Concattedrale di San Nicola a Palmi;
- Trasfigurazione, chiesa madre di Cittanova;